# Saint-Laurent-sur-Mer
Saint-Laurent-sur-Mer – miejscowość i gmina we Francji, w regionie Normandia, w departamencie Calvados.
Według danych na rok 1990 gminę zamieszkiwały 163 osoby, a gęstość zaludnienia wynosiła 42 osoby/km² (wśród 1815 gmin Dolnej Normandii Saint-Laurent-sur-Mer plasuje się na 723. miejscu pod względem liczby ludności, natomiast pod względem powierzchni na miejscu 977.).